# TriPod
TriPod ist ein 1998 in New York City gegründetes US-amerikanisches Rockmusik-Trio ohne Gitarre und Tasteninstrumente. Die Band verwendet stattdessen unkonventionelle Melodieinstrumente (Bass und Blasinstrumente).

## Bandmitglieder
- Clint Bahr (12-saitiger E-Bass, Chapman Stick, Taurus pedals, Theremin, Gesang)
- Keith Gurland (Alt- und Tenorsaxophon, Flöte, Klarinette, Panflöten, Gesang)
- Steve Romano (akustisches und elektronisches Schlagzeug und Percussion)

## Musik und Werdegang
TriPod spielen nur eigene Stücke, in denen Improvisation eine große Rolle spielt. Ihre Musik wurde schon als Fusion, Jazz, Canterbury Sound, World Music, Prog, Alternative, RIO und Avantgarde eingestuft. Dagegen bezeichnen TriPod sich selbst einfach als „Rock Trio“. Nachdem die Band lange nur im Nordosten der USA aufgetreten war, nahm sie in jüngster Zeit auch an internationalen Festivals teil:

- 2005 – Baja Prog Festival (Mexico)
- 2006 – Zappanale (Deutschland), North West Rock Festival (Kroatien), Burg-Herzberg-Festival (Deutschland).

Genya Ravan entdeckte TriPod 2001 im New Yorker Club CBGB und produzierte ihre Demo-CD. TriPods offizielle CD erschien beim Label MoonJune, wo auch bereits Material von Soft Machine und Elton Dean veröffentlicht wurde.
TriPod sollten nicht mit der australischen Comedy-Band Tripod oder der französischen Band Tripod verwechselt werden.

## Rezensionen
- Rezensionen zu TriPod auf den Babyblauen Seiten
- TriPod bei AllMusic (englisch)
- www.progweed.net (englisch)
- progreviews.com (englisch)